# Xylopia xylantha
Xylopia xylantha este o specie de plante angiosperme din genul Xylopia, familia Annonaceae, descrisă de Robert Elias Fries. Conform Catalogue of Life specia Xylopia xylantha nu are subspecii cunoscute.